# UTA TRAX

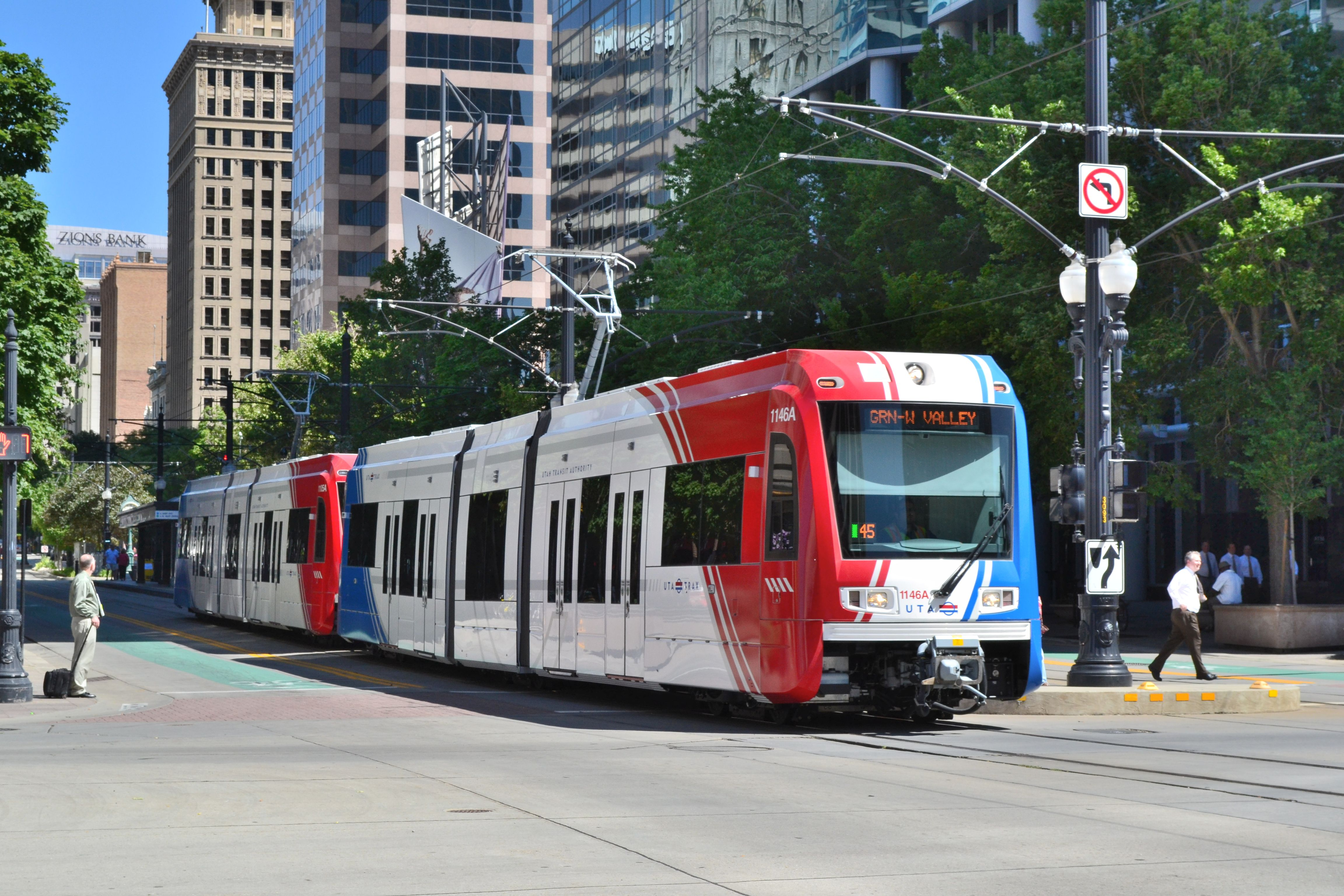
Jeden z vlaků u zastávky Gallivan Plaza

UTA TRAX je systém rychlodrážních tramvají v Salt Lake City ve státě Utah ve Spojených státech amerických založený 4. prosince 1999. Jeho provozovatelem je společnost Utah Transit Authority a s 50 zastávkami má 72,1 kilometrů na třech linkách. Nejčastěji zde jezdí vozy značky Siemens AG. Pouze 29 vozidel z celé 146 souprav obsahující flotily vyrobil UTDC.

## Další technické údaje
- počet cestujících: 68 100 (den)/ 18 740 600 (rok)
- rozchod kolejí: 4 ft 8 1⁄2  (1,435 mm) normální rozchod
- napájecí soustava: 750 V DC z trolejového vedení